# ジャック・イベール
ジャック・フランソワ・アントワーヌ・イベール（Jacques François Antoine Ibert, 1890年8月15日 - 1962年2月5日）は、フランスの作曲家。しばしばその作風は、軽妙、洒脱、新鮮、洗練などと言った言葉で評される。

## 来歴
イベールはパリで生まれた。1910年、パリ音楽院に入学。アンドレ・ジェダルジュの対位法講義では「フランス6人組」のダリウス・ミヨーやアルチュール・オネゲルと同窓であった。第一次世界大戦中は海軍士官として従軍。1914年に音楽院を卒業し、5年後の1919年、カンタータ『詩人と妖精Le poète et la fée』にてローマ大賞を受賞した。1923年まで3年間ローマに留学、『寄港地』などを作曲した。1937年から1960年まで（第二次世界大戦中を除く）在ローマ・フランス・アカデミーの館長だった。1940年、フランス政府よりの依頼を受けて、日本の皇紀2600年奉祝曲として『祝典序曲』を作曲。
1940年6月にパリが陥落すると、北アフリカで抗戦を継続しようとする政治家たちにイベールは同行し、このためにヴィシー政権によってイベールは反逆者と見なされ、曲の演奏が禁じられていた。1944年に在ローマ・フランス・アカデミー館長に復職した。
1955年から1957年までパリの国立オペラ劇場連合（RTLN、オペラ座とオペラ＝コミック座）の監督をつとめた。
1962年にパリにて死去。遺体はパリ16区のパッシー墓地にて埋葬された。

## 作品

### 管弦楽曲
- レディング監獄のバラード（La Ballade de la geôle de Reading）（1921年）- オスカー・ワイルドの同名の詩にもとづく。
- 交響組曲『寄港地』（Escales）（1922年）
- 組曲『遊戯』（Jeux）（1923年）
- スケルツォ『妖精の郷』（Féerique, scherzo）（1925年）
- 室内管弦楽のためのディヴェルティスマン（Divertissement pour orchestre de chambre）（1930年）
- 海の交響曲（Symphonie marine）（1931年）
- 交響組曲『パリ』（Paris, Suite symphonique）（1931年）
- 祝典序曲（Ouverture de fête）（1940年）
- エリザベス朝組曲（Suite Élisabéthaine）（1944年）
- ルイヴィル協奏曲（Louisville concerto）（1953年）
- ボストニアーナ（Bostoniana）（1955年）- ボストン交響楽団創立75周年記念に作曲した未完成の交響曲の第1楽章を没後に出版したもの。
- バッカナール（Bacchanale）（1956年）
- 架空の愛へのトロピズム（Tropismes pour des amours imaginaires）（1957年）

### 協奏曲
- チェロと管楽合奏のための協奏曲（1926年）
- フルート協奏曲（1934年）
- アルト・サクソフォーンと11の楽器のための室内小協奏曲（1935年）
- ピアノ協奏曲
- オーボエと弦楽合奏のための協奏交響曲（1948年）

### 室内楽・器楽
- 奇想曲（フルートとピアノ）
- 組曲『物語』（Histoires）（1917年）- 本来はピアノ独奏曲だが、フルートとピアノ用にも編曲された。マルセル・ミュールによるサクソフォーンとピアノ編曲も知られる。とくに第2曲「小さな白いろば」は単独で演奏される。
- 木管五重奏のための3つの小品（1930年）
- 10の楽器のための奇想曲（1930年）
- 弦楽四重奏曲（1942年）
- ヴァイオリン、チェロとハープのための三重奏曲（1944年）
- 即興曲（トランペットとピアノ）（1951年）

### オペラ
- ペルセウスとアンドロメダ（Persée et Andromède）（1921年）
- アンジェリック（Angélique）（1927年）
- イヴトの王様（Le Roi d'Yvetot）（1930年）
- ゴンザーグ（Gonzague）（1931年）
- 鷲の子（L'Aiglon）（1937年）- アルテュール・オネゲルとの合作。エドモン・ロスタンの同名の戯曲に基づく。
- カルディナル家の姉妹（Les Petites Cardinal）（1938年）- アルテュール・オネゲルとの合作オペレッタ。

### バレエ音楽
- めぐりあい（Les Rencontres）（1925年初演）- 現在はピアノ独奏用の組曲としてのみ演奏される。
- ジャンヌの扇（L’Éventail de Jeanne）（1927年）の中の「ワルツ」（Valse)
  - ジョルジュ・オーリック、ダリウス・ミヨー、フランシス・プーランク、モーリス・ラヴェル、アルベール・ルーセル、フローラン・シュミットらによる合作。
- ディアーヌ・ド・ポワチエ（Diane de Poitiers）（1934年初演）- イダ・ルビンシュタインのためのバレエ。
- ユピテルの恋（Les Amours de Jupiter）（1946年初演）
- 放浪の騎士（Le Chevalier errant）（1950年初演）
- ユニコーンまたは純潔の勝利（La Licorne ou le Triomphe de la chasteté）（1950年）

### 付随音楽
- イタリアの麦藁帽子（Un Chapeau de paille d’Italie）（1930年初演）
  - 本作から『ディヴェルティスマン』が編まれた。
- ドノゴー（Donogoo）（1930年初演）- ジュール・ロマンの戯曲。
- サモス島の庭師（Le Jardinier de Samos）（1932初演）
- 7月14日（Le Quatorze Juillet de Romain Rolland）（1936年）- 7人による合作。
- 夏の夜の夢（Le Songe d’une nuit d’eté）（1942年）

### 映画音楽
60作を越える映画音楽を書いている。
- 五人の悪い紳士（Les Cinq Gentlemen maudits）（監督：ジュリアン・デュヴィヴィエ、1931年）
- ドン・キホーテ（フランス語版）（Don quichotte）（監督：ゲオルク・ヴィルヘルム・パープスト、出演：フョードル・シャリアピン、1933年、仏）
  - モーリス・ラヴェルもこの映画のために『ドゥルシネア姫に心を寄せるドン・キホーテ』を作曲したが採用されなかった。
- ゴルゴタの丘（英語版）（Golgotha）（監督：ジュリアン・デュヴィヴィエ、1935年）
- マクベス（Macbeth）（監督：オーソン・ウェルズ、1948年）
- 舞踏への招待（Invitation to the Dance）（監督：ジーン・ケリー、1956年。第1話「嘆きのピエロ」(Circus)の音楽を担当）